# ATP German Open 1981
Il German Open 1981 è stato un torneo di tennis giocato sulla terra rossa. È stata la 75ª edizione del Torneo di Amburgo, che fa parte del Volvo Grand Prix 1981. Si è giocato al Rothenbaum Tennis Center di Amburgo in Germania, dall'11 al 17 maggio 1981.

## Campioni

### Singolare
Peter McNamara ha battuto in finale  Jimmy Connors, 7–6, 6–1, 4–6, 6–4.

### Doppio
Hans Gildemeister /  Andrés Gómez hanno battuto in finale  Peter McNamara /  Paul McNamee, 6–4, 3–6, 6–4.